# اریک یازدهم
اریک یازدهم (به سوئدی: Erik Eriksson)، در سال ۱۲۲۲ م. جلوس و در ۱۲۵۰ وفات یافته است.